# Obrnjen prirezan dodekadodekaeder
| Obrnjen prisekan dodekadodekaeder                           | Obrnjen prisekan dodekadodekaeder                     |
| ----------------------------------------------------------- | ----------------------------------------------------- |
|                                                             |                                                       |
| Vrsta                                                       | uniformni zvezdni polieder                            |
| Elementi                                                    | F = 84, E = 150, V =60 ({\displaystyle \chi \,} = -6) |
| Stranske ploskve po stranicah                               | 60{3}+12{5}+12{5/2}                                   |
| Wythoffov simbol                                            | \| 5/3 2 5                                            |
| Simetrijska grupa                                           | I, [5,3]+, 532                                        |
| Bowerjeva okrajšava                                         | Isdid                                                 |
| Sklici                                                      | U60, C76, W114                                        |
| srednji obrnjeni petstrani heksekontaeder (dualni polieder) | 3.3.5.3.5/3 slika oglišč                              |

Obrnjeni prisekan dodekadodekaeder je nekonveksni uniformni polieder z oznako (indeksom) U60. Ima Schläflijev simbol s{5/3,5}.

## Kartezične koordinate
Kartezične koordinate oglišč obrnjenega prisekanega dodekadodekaedra so parne
permutacije vrednosti: (±2α, ±2, ±2β),
(±(α+β/τ+τ), ±(-ατ+β+1/τ), ±(α/τ+βτ-1)),
(±(-α/τ+βτ+1), ±(-α+β/τ-τ), ±(ατ+β-1/τ)),
(±(-α/τ+βτ-1), ±(α-β/τ-τ), ±(ατ+β+1/τ)) in
(±(α+β/τ-τ), ±(ατ-β+1/τ), ±(α/τ+βτ+1)),
s parnim številom pozitivnih predznakov, kjer je
β = (α2/τ+τ)/(ατ−1/τ),
where τ = (1+√5)/2  zlati rez in
α je negativna realna ničla  funkcije τα4−α3+2α2−α−1/τ ali približno −0,3352090.
Če pa vzamemo neparne permutacije zgornjih koordinat z neparnim  številom pozitivnih predznakov, dobimo drugo obliko enanciomorfno.